# FK Sloboda Užice

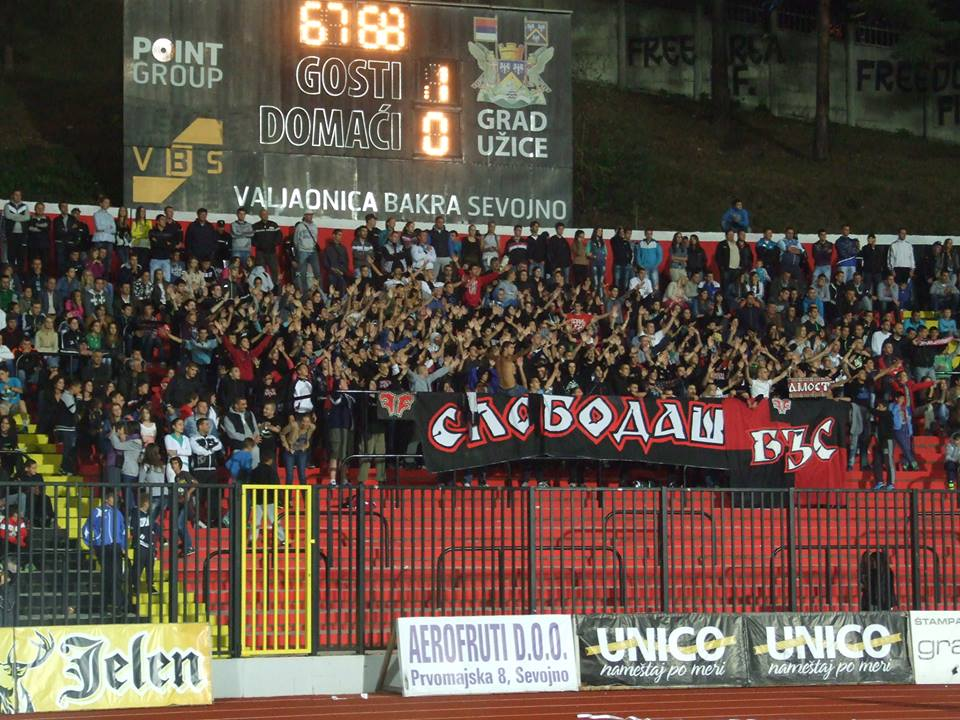
Fans

FK Sloboda Užice (Servisch: ФК Слобода Поинт Севојно) is een Servische voetbalclub uit de stad Užice.
Fudbalski klub Sloboda Užice werd om 1925 opgericht. De club promoveerde in 1995 naar de hoogste klasse en werd in 1996 laatste waardoor de club opnieuw degradeerde. Het volgende seizoen degradeerde de club zelfs naar de derde klasse waar de tot 2010 speelde. Op 29 juni 2010 fuseerde Sloboda Užice met streekgenoot FK Sevojno. Sevojno was net naar de Superliga gepromoveerd en de nieuwe club FK Sloboda Point Sevojno speelde daardoor direct op het hoogste niveau. De kleuren en historie van Sloboda Užice werden overgenomen en de club ging in Užice spelen. In 2011 werd de naam terug gewijzigd in FK Sloboda Užice. In 2014 degradeerde de club uit de hoogste klasse. In 2016 zou de club opnieuw degraderen, maar doordat een andere club geen licentie kreeg werden ze gespaard. In 2019 degradeerde de club dan toch.

## Bekende (oud-)spelers
- Ivica Jaraković
- Filip Kasalica
- Nemanja Vidić